# Benjamín Virasoro
Juan Benjamín Virasoro, conocido como Benjamín Virasoro (Corrientes, 1 de mayo de 1812 - Buenos Aires, 30 de abril de 1897) fue un militar argentino, gobernador de la provincia de Corrientes, miembro destacado del Partido Federal, que participó en las guerras civiles de su país. Como militar, fue jefe de Estado Mayor del ejército y comandante en jefe del ejército nacional. Alcanzó el grado de brigadier general.

## Inicios
Hacendado desde joven, combatió en el ejército de su provincia a órdenes de Genaro Berón de Astrada en la batalla de Pago Largo, junto a José María Paz en la batalla de Caaguazú, y bajo el mando de Fructuoso Rivera en Arroyo Grande.
Junto a su hermano José Antonio Virasoro se unió al ejército del gobernador entrerriano Justo José de Urquiza y se puso a órdenes del gobernador federal de su provincia, Pedro Cabral. Opuso una débil resistencia a la recuperación del poder por los unitarios, dirigidos por los hermanos Joaquín y Juan Madariaga, y se retiró a Entre Ríos.
Participó en la invasión de Urquiza a Corrientes en 1845, combatiendo en la batalla de Laguna Limpia, e interviniendo en las negociaciones que llevaron al Tratado de Alcaraz. En la segunda campaña de Urquiza a su provincia dirigió una de las alas de caballería en la definitiva victoria de Potrero de Vences, al frente de numerosos exiliados correntinos. Se dijo que éstos causaron muchos de los asesinatos de prisioneros que siguieron a la batalla.

## Gobernación
Su hermano Miguel Virasoro fue nombrado gobernador por la legislatura al conocerse el resultado de la batalla, pero este se limitó a reunir una legislatura adicta al partido federal, que eligió gobernador a Benjamín Virasoro, el cual asumió como tal en diciembre de 1847. Fue ascendido a general.
Gobernó como un típico gobernador federal, y se mostró muy adicto a Rosas. Pero su referente político era Urquiza. Estableció una escuela y un tribunal de medicina, recuperó la economía y el presupuesto público de la provincia, hizo obligatoria la siembra de algodón a todos los propietarios de campos, estableció servicios de correos eficientes, abrió el comercio con el Paraguay. Estableció un sistema judicial completo, y fundó en la capital el Colegio Argentino, futuro Colegio Nacional de Corrientes, que brindaba una educación muy avanzada para su época. También se estableció el primer colegio de niñas.
Debió llevar adelante una serie de campañas para expulsar a los paraguayos de Misiones, lo que logró sin mucha efusión de sangre. Por sospechas de connivencia con sus enemigos internos o externos, arrestó al presidente de la legislatura, que fue fusilado por Urquiza.
El 1.º de mayo se produjo el Pronunciamiento de Urquiza, que se rebeló contra Rosas. Virasoro firmó con el entrerriano un tratado de alianza y colaboró con él en su invasión a Uruguay.
Participó como jefe de Estado Mayor en la batalla de Caseros, que significó el final de la época de Rosas.
En julio de 1852, cuando todavía estaba en Buenos Aires, estalló en su provincia una revolución que lo declaró depuesto. Para no enemistarse con Urquiza, los revolucionarios nombraron para sucederlo al ministro de Urquiza, Juan Gregorio Pujol.

## Últimos años
Vivió el resto de la década en Rosario; tuvo un papel destacado en la defensa de la costa del río Uruguay, pero no en su provincia.
Como jefe de Estado Mayor de la Confederación Argentina, organizó los ejércitos de Urquiza para la batalla de Cepeda (1859), y también para la de Pavón, en 1861. Después de esta última batalla quedó al mando de las tropas federales que permanecieron en campaña en territorio santafesino, intentando una defensa contra la invasión porteña. Su campamento de Cañada de Gómez fue asaltado por el ejército enemigo al mando del oriental Venancio Flores, y sus hombres masacrados.
Se retiró a Entre Ríos, donde vivió bajo la protección de Urquiza. Al producirse la Guerra del Paraguay, este lo nombró jefe de una de las cinco divisiones entrerrianas con las que pretendía unirse al ejército nacional. Pero estas tropas se desbandaron dos veces, por influencia del general Ricardo López Jordán, y tal vez de Virasoro.
Poco después se estableció definitivamente en Rosario, pero debió esperar hasta 1895 hasta que el Congreso le concediera su retiro militar y su jubilación. Tenía 83 años.